# Dayton (Wirginia)
Dayton – miasto w Stanach Zjednoczonych, w stanie Wirginia, w hrabstwie Rockingham.